# Споменик слободи (Шипка)
Споменик слободи (бугарски: Паметник на свободата, Pametnik na svobodata) је монументални комплекс на истоименом врху у знак сећања на битку на Шипку, захваљујући којој је дошло до ослобођења Бугарске и независности Србије и Румуније.
Победа Русије у бици је одлучујућа за победу у рату и за повратак Русије превласти у великој игри после Париског мира — Берлинског конгреса.
Победа је променила архитектуру Балканског полуострва у целини, а Османско царство је остало у Азији.

## Историја
Спомен-комплекс је планиран после рата као костурница. У 20. веку одлучено је да се подигне споменик. На крају, споменик је 1934. године открио цар Борис III, када Руско царство није постојало, већ га је заменио СССР. Споменик је симбол нове модерне Бугарске и најпоштованији од Бугара у 21. веку.